# Audi allroad quattro
De Audi allroad quattro is een cross-over/stationwagon van de Duitse autoproducent Audi, het is in feite een terreinvariant van de Audi A6 Avant en de Audi A4 Avant.
De Audi allroad quattro kwam in 2000 op de markt en de tweede generatie verscheen in 2006 met een naamswijziging naar Audi A6 allroad quattro waardoor hij nu deel uitmaakt van de A6-reeks. Na het succes van de Audi A6 Allroad kwam Audi in februari 2009 met de Audi A4 Allroad.

## Audi A6 Avant

### Eerste generatie
De eerste generatie werd in 2000 in productie genomen op basis van de Audi A6 Avant C5. De auto heeft standaard Audi's quattro vierwielaandrijving en kon met een handgeschakelde zes versnellingsbak of een 5-traps Tiptronic automaat besteld worden. De wagen verkocht boven verwachting goed. Er werden in totaal ongeveer 90.000 allroads geproduceerd wat nog meer is dan Audi in eerste instantie gepland had. De allroad kan in hoogte versteld worden met luchtvering tot een maximale bodemvrijheid van 208 mm.
Het motorgamma bestond uit relatief krachtige motoren. De basisversie met benzinemotor was voorzien van een 2,7-liter V6 bi-turbomotor met vijfkleppentechniek onder andere bekend uit de Audi A6 en de Audi RS4 B5. De krachtigste variant had een 4,2-liter V8 eveneens met 5 kleppen per cilinder ook bekend uit de Audi A6.
Bij de dieselversies kon met kiezen uit twee varianten van de 2,5-liter V6 TDI.

#### Gegevens
Gegevens van de basismodellen:
Benzine
| Type  | Motor | Vermogen | Koppel | Gewicht | 0–100 km/u | Topsnelheid | Jaartal     |
| ----- | ----- | -------- | ------ | ------- | ---------- | ----------- | ----------- |
| 2.7 T | V6    | 250 pk   | 350 Nm | 1795 kg | 7,4 s      | 236 km/u    | 2000 - 2006 |
| 4.2   | V8    | 300 pk   | 380 Nm | 1860 kg | 7,2 s      | 240 km/u    | 2002 - 2006 |

Diesel
| Type    | Motor | Vermogen | Koppel | Gewicht | 0–100 km/u | Topsnelheid | Jaartal     |
| ------- | ----- | -------- | ------ | ------- | ---------- | ----------- | ----------- |
| 2.5 TDI | V6    | 163 pk   | 310 Nm | 1815 kg | 10,4 s     | 203 km/u    | 2003 - 2006 |
| 2.5 TDI | V6    | 180 pk   | 370 Nm | 1790 kg | 9,5 s      | 207 km/u    | 2000 - 2006 |

### Tweede generatie
De tweede generatie van de auto kreeg een andere naam, het model heet nu de Audi A6 allroad en maakt nu definitief deel uit van de A6-familie. Net als de vorige allroad quattro is de huidige variant een A6 Avant met een grotere bodemvrijheid en een pneumatische ophanging, die zich bovendien stoer voordoet dankzij een aangepast koetswerk. Het verschil met zijn voorganger is dat de terreinambities nu naar de achtergrond zijn verdrongen, want de instelbare ophanging ligt hoe dan ook dichter tegen de grond om zo de weggligging en het rijplezier te verbeteren. Bovendien zet de A6 allroad zijn nieuwe roeping kracht bij door sportieve banden aan te bieden.
De A6 allroad is verkrijgbaar met V6- en V8-motoren, waarvan twee varianten standaard aan een zestraps Tiptronic automaat worden gekoppeld.
De motoren zijn afkomstig van de A6 maar zijn net een stap hoger, startend met zescilindermotoren. De vernieuwde benzinemotoren maken gebruik van directe benzine inspuiting (Fuel Stratified Injection) en de TDI dieselmotoren van common-rail injectie. De benzine basisversie de 3,2-liter V6 FSI met 255 pk gevolgd door de 4,2-liter V8 FSI met 350 pk. Bij de dieselversies is er keuze uit twee motoren in twee verschillende vermogen varianten, de 2,7-liter V6 TDI met 180 pk en de 3,0-liter V6 TDI met 233 pk. Om fiscale redenen is in sommige landen de 2.7 TDI leverbaar met 163 pk en de 3.0 TDI met 211 pk.

#### Facelift
Eind 2008 kreeg de A6 allroad de facelift doorgevoerd van de Audi A6. Hierbij worden de koplampen voorzien van leds en krijgt de auto een nieuwe voorbumper. Verder worden er technische wijzigingen doorgevoerd zoals een verbeterd MMI-systeem en meer veiligheids opties. Ook wordt er een nieuwe motor toegevoegd, een 3,0-liter V6 TFSI benzinemotor met 290 pk die de 3.2 FSI vervangt. De dieselmotoren krijgen meer vermogen, de 2.7 TDI krijgt 190 pk en de 3.0 TDI krijgt 240 pk.

#### Gegevens
Gegevens van de basismodellen:
Benzine
| Type     | Motor | Vermogen | Koppel | Gewicht | 0–100 km/u | Topsnelheid | Jaartal     |
| -------- | ----- | -------- | ------ | ------- | ---------- | ----------- | ----------- |
| 3.2 FSI  | V6    | 255 pk   | 330 Nm | 1760 kg | 7,2 s      | 242 km/u    | 2006 - 2008 |
| 3.0 TFSI | V6 SC | 290 pk   | 420 Nm | 1840 kg | 6,3 s      | 250 km/h    | 2008 - 2011 |
| 4.2 FSI  | V8    | 350 pk   | 440 Nm | 1880 kg | 6,3 s      | 250 km/u    | 2006 - 2011 |

Diesel
| Type    | Motor | Vermogen | Koppel | Gewicht | 0–100 km/u | Topsnelheid | Jaartal     |
| ------- | ----- | -------- | ------ | ------- | ---------- | ----------- | ----------- |
| 2.7 TDI | V6    | 180 pk   | 380 Nm | 1875 kg | 9,3 s      | 215 km/u    | 2006 - 2008 |
| 2.7 TDI | V6    | 190 pk   | 450 Nm | 1870 kg | 8,8 s      | 218 km/h    | 2008 - 2011 |
| 3.0 TDI | V6    | 233 pk   | 450 Nm | 1865 kg | 7,5 s      | 231 km/u    | 2006 - 2008 |
| 3.0 TDI | V6    | 240 pk   | 500 Nm | 1865 kg | 7,2 s      | 233 km/h    | 2008 - 2011 |

### Derde generatie
De derde generatie A6 Allroad kwam in 2012 op de markt. Net als voorheen onderscheidt hij zich door plastic wielkappen, offroadbumpers en een andere grille. Net als bij de normale C7 generatie A6 zijn er geen V8-motoren meer leverbaar. Ook is de A6 Allroad enkel nog met automaat met dubbele koppeling te krijgen. De enige benzinemotor is nu de 3.0 TFSI, die voortaan 300 pk levert. De 3.0 TDI is er als 204 of 245 pk sterke variant óf als 3.0 TDI BiT, met 313 pk. De nieuwe A6 Allroad beschikt standaard over adaptieve luchtvering die zich automatisch aanpast aan de ondergrond.

#### Facelift
In 2014 kreeg de A6 een facelift. De 3.0 TDI is voortaan in drie smaken leverbaar: met 190 pk, 218 pk en 272 pk. De 3.0 TDI BiT krijgt nu 320 pk en bij de 3.0 TFSI stijgt het vermogen naar 333 pk.

#### Gegevens
Benzine
| Type     | Motor | Vermogen | Koppel | Gewicht | 0–100 km/u | Topsnelheid | Jaartal     |
| -------- | ----- | -------- | ------ | ------- | ---------- | ----------- | ----------- |
| 3.0 TFSI | V6    | 300 pk   | 440 Nm | 1830 kg | 5,9 s      | 250 km/u    | 2012 - 2014 |
| 3.0 TFSI | V6    | 333 pk   | 440 Nm | 1845 kg | 5,8 s      | 250 km/u    | 2014 - 2017 |

Diesel
| Type      | Motor | Vermogen | Koppel | Gewicht | 0–100 km/u | Topsnelheid | Jaartal     |
| --------- | ----- | -------- | ------ | ------- | ---------- | ----------- | ----------- |
| 3.0 TDI   | V6    | 190 pk   | 500 Nm | 1865 kg | 7,9 s      | 221 km/u    | 2015 - 2018 |
| 3.0 TDI   | V6    | 204 pk   | 400 Nm | 1830 kg | 7,5 s      | 223 km/u    | 2012 - 2014 |
| 3.0 TDI   | V6    | 218 pk   | 500 Nm | 1865 kg | 7,1 s      | 231 km/u    | 2014 - 2018 |
| 3.0 TDI   | V6    | 245 pk   | 500 Nm | 1865 kg | 6,6 s      | 236 km/u    | 2012 - 2014 |
| 3.0 TDI   | V6    | 272 pk   | 580 Nm | 1870 kg | 6,2 s      | 250 km/u    | 2014 - 2018 |
| 3.0 BiTDI | V6    | 313 pk   | 650 Nm | 1885 kg | 5,6 s      | 250 km/u    | 2012 - 2014 |
| 3.0 BiTDI | V6    | 320 pk   | 650 Nm | 1930 kg | 5,5 s      | 250 km/u    | 2014 - 2018 |

### Vierde generatie
In juni 2019 presenteerde Audi de nieuwe A6 allroad quattro op basis van de A6 C8 voor. In tegenstelling tot de normale A6 wordt de allroad alleen met zes cilinder motoren geleverd. De drie liter dieselmotor in de 55 TDI uitvoering is gelijk aan de motor welke in de Audi S6 wordt gebruikt.

#### Gegevens
Benzine
| Aanduiding | Type     | Motor | Vermogen | Koppel | Aandrijving | Overbrenging     | Gewicht | 0–100 km/u | Topsnelheid | Jaartal      |
| ---------- | -------- | ----- | -------- | ------ | ----------- | ---------------- | ------- | ---------- | ----------- | ------------ |
| 55 TFSI    | 3.0 TFSI | V6    | 340 pk   | 500 Nm | quattro     | 7-traps S tronic | 1845 kg | 5,5 s      | 250 km/u    | 2019 - heden |

Diesel:
| Aanduiding | Type    | Motor | Vermogen | Koppel | Aandrijving | Overbrenging      | Gewicht | 0–100 km/u | Topsnelheid | Jaartal     |
| ---------- | ------- | ----- | -------- | ------ | ----------- | ----------------- | ------- | ---------- | ----------- | ----------- |
| 45 TDI     | 3.0 TDI | V6    | 231 pk   | 500 Nm | quattro     | 8-traps tiptronic | 1920 kg | 6,7 s      | 250 km/u    | 2019 - 2022 |
| 50 TDI     | 3.0 TDI | V6    | 286 pk   | 620 Nm | quattro     | 8-traps tiptronic | 1920 kg | 5,9 s      | 250 km/u    | 2019 - 2020 |
| 50 TDI     | 3.0 TDI | V6    | 286 pk   | 620 Nm | quattro     | 8-traps tiptronic | 1920 kg | 5,8 s      | 250 km/u    | 2021 - 2022 |
| 55 TDI     | 3.0 TDI | V6    | 349 pk   | 700 Nm | quattro     | 8-traps tiptronic | 1985 kg | 5,2 s      | 250 km/u    | 2019 - 2020 |

## Audi A4 Avant

### Eerste generatie (2009–2016)
In februari 2009 werd de Audi A4 allroad quattro onthuld, een cross-over op basis van de A4 Avant. De auto zal op de Autosalon van Genève in maart voor het eerst te zien zijn voor het publiek.
De A4 allroad komt in navolging van het succes van de A6 allroad, die al een aantal jaar op de markt is. De auto heeft dezelfde aanpassingen ondergaan als de A6 allroad, wat betekent dat de A4 allroad een grotere bodemvrijheid (180 mm) met zowel voor als achter een 2 cm grotere spoorbreedte heeft gekregen, nieuwe bumpers en een grille met verchroomde spijlen heeft. Daarnaast heeft de auto standaard quattro-vierwielaandrijving en Offroad Detection (ORD), wat onderdeel is van het ESP. Er zijn drie motoren leverbaar in de A4 allroad: de 2.0 TFSI-benzinemotor en de 2.0 TDI- en 3.0 TDI-dieselmotoren, met vermogens tussen de 143 en 240 pk.

#### Gegevens
Benzine
| Type     | Motor     | Vermogen | Koppel | Gewicht | 0–100 km/u | Topsnelheid | Jaartal     |
| -------- | --------- | -------- | ------ | ------- | ---------- | ----------- | ----------- |
| 2.0 TFSI | 4-in-lijn | 211 pk   | 350 Nm | 1615 kg | 6,9 s      | 230 km/u    | 2009 - 2011 |

Diesel
| Type    | Motor     | Vermogen | Koppel | Gewicht | 0–100 km/u | Topsnelheid | Jaartal     |
| ------- | --------- | -------- | ------ | ------- | ---------- | ----------- | ----------- |
| 2.0 TDI | 4-in-lijn | 143 pk   | 320 Nm | 1630 kg | 10,3 s     | 200 km/u    | 2009 - 2011 |
| 2.0 TDI | 4-in-lijn | 170 pk   | 350 Nm | 1530 kg | 8,9 s      | 230 km/u    | 2010 - 2011 |
| 3.0 TDI | V6        | 240 pk   | 500 Nm | 1730 kg | 6,6 s      | 237 km/u    | 2009 - 2011 |

#### Facelift
In 2012 kreeg de A4 Allroad B8 een facelift. Hierbij kwam er een krachtiger variant van de 2.0 TFSI bij, met 225 pk. Ook de 2.0 TDI kreeg een nieuwe krachtigste versie, met 190 pk en de 3.0 TDI levert voortaan 245 pk.

#### Gegevens facelift
Benzine
| Type     | Motor     | Vermogen | Koppel | Gewicht | 0–100 km/u | Topsnelheid | Jaartal     |
| -------- | --------- | -------- | ------ | ------- | ---------- | ----------- | ----------- |
| 2.0 TFSI | 4-in-lijn | 211 pk   | 350 Nm | 1615 kg | 6,8 s      | 230 km/u    | 2012 - 2013 |
| 2.0 TFSI | 4-in-lijn | 225 pk   | 350 Nm | 1585 kg | 6,7 s      | 234 km/u    | 2013 - 2016 |

Diesel
| Type    | Motor     | Vermogen | Koppel | Gewicht | 0–100 km/u | Topsnelheid | Jaartal     |
| ------- | --------- | -------- | ------ | ------- | ---------- | ----------- | ----------- |
| 2.0 TDI | 4-in-lijn | 143 pk   | 320 Nm | 1605 kg | 9,7 s      | 200 km/u    | 2012 - 2013 |
| 2.0 TDI | 4-in-lijn | 150 pk   | 320 Nm | 1605 kg | 9,7 s      | 200 km/u    | 2013 - 2016 |
| 2.0 TDI | 4-in-lijn | 177 pk   | 380 Nm | 1605 kg | 8,2 s      | 215 km/u    | 2012 - 2015 |
| 2.0 TDI | 4-in-lijn | 190 pk   | 400 Nm | 1665 kg | 7,6 s      | 223 km/u    | 2014 - 2016 |
| 3.0 TDI | V6        | 245 pk   | 500 Nm | 1725 kg | 6,2 s      | 240 km/u    | 2012 - 2016 |

### Tweede generatie (vanaf 2016)
De B9-generatie A4 kwam in 2015 en in januari 2016 volgde de stoerdere A4 Allroad, die werd gepresenteerd in Detroit. Deze auto is gebaseerd op de A4 Avant maar heeft extra plastic rond de wielkasten en staat hoger op zijn poten (3,4 centimeter). Ook heeft hij een ander quattrosysteem, dat onder normale omstandigheden de kracht naar de voorwielen stuurt maar als het nodig is naar alle vier de wielen overschakelt. De auto onderscheidt zich verder van de Avant door andere grillebumpers.  
In 2020 kreeg de A4 Allroad B9 een facelift. Hierbij was in het begin enkel keuze tussen een 2.0 TFSI (265 pk) of 2.0 TDI (204 pk); deze voldoen beide aan de Euro 6d-ISC-FCM-norm. Wegens teruglopende verkoopaantallen in Nederland heeft de importeur besloten de  A4 Allroad per januari 2023 niet meer in het modellengamma op te nemen.

#### Gegevens
Benzine
| Type     | Motor     | Vermogen | Koppel | Gewicht | 0–100 km/u | Topsnelheid | Jaartal     |
| -------- | --------- | -------- | ------ | ------- | ---------- | ----------- | ----------- |
| 2.0 TFSI | 4-in-lijn | 252 pk   | 370 Nm | 1555 kg | 6,1 s      | 246 km/u    | 2016 - 2018 |
| 2.0 TFSI | 4-in-lijn | 265 pk   | 370 Nm | 1705 kg | 5,8 s      | 250 km/u    | 2020 - 2022 |

Diesel
| Type    | Motor     | Vermogen | Koppel | Gewicht | 0–100 km/u | Topsnelheid | Jaartal     |
| ------- | --------- | -------- | ------ | ------- | ---------- | ----------- | ----------- |
| 2.0 TDI | 4-in-lijn | 163 pk   | 400 Nm | 1715 kg | 8,3 s      | 210 km/u    | 2016 – 2018 |
| 2.0 TDI | 4-in-lijn | 190 pk   | 400 Nm | 1690 kg | 7,8 s      | 220 km/u    | 2016 – 2018 |
| 2.0 TDI | 4-in-lijn | 204 pk   | 400 Nm | 1720 kg | 7,3 s      | 232 km/u    | 2020 - 2022 |
| 3.0 TDI | V6        | 218 pk   | 400 Nm | 1665 kg | 6,6 s      | 231 km/u    | 2016 – 2018 |
| 3.0 TDI | V6        | 231 pk   | 500 Nm | 1830 kg | 6,2 s      | 241 km/u    | 2019 – 2019 |
| 3.0 TDI | V6        | 272 pk   | 600 Nm | 1805 kg | 5,5 s      | 250 km/u    | 2016 – 2018 |
| 3.0 TDI | V6        | 286 pk   | 620 Nm | 1830 kg | 5,3 s      | 250 km/u    | 2019 – 2020 |